# 母島

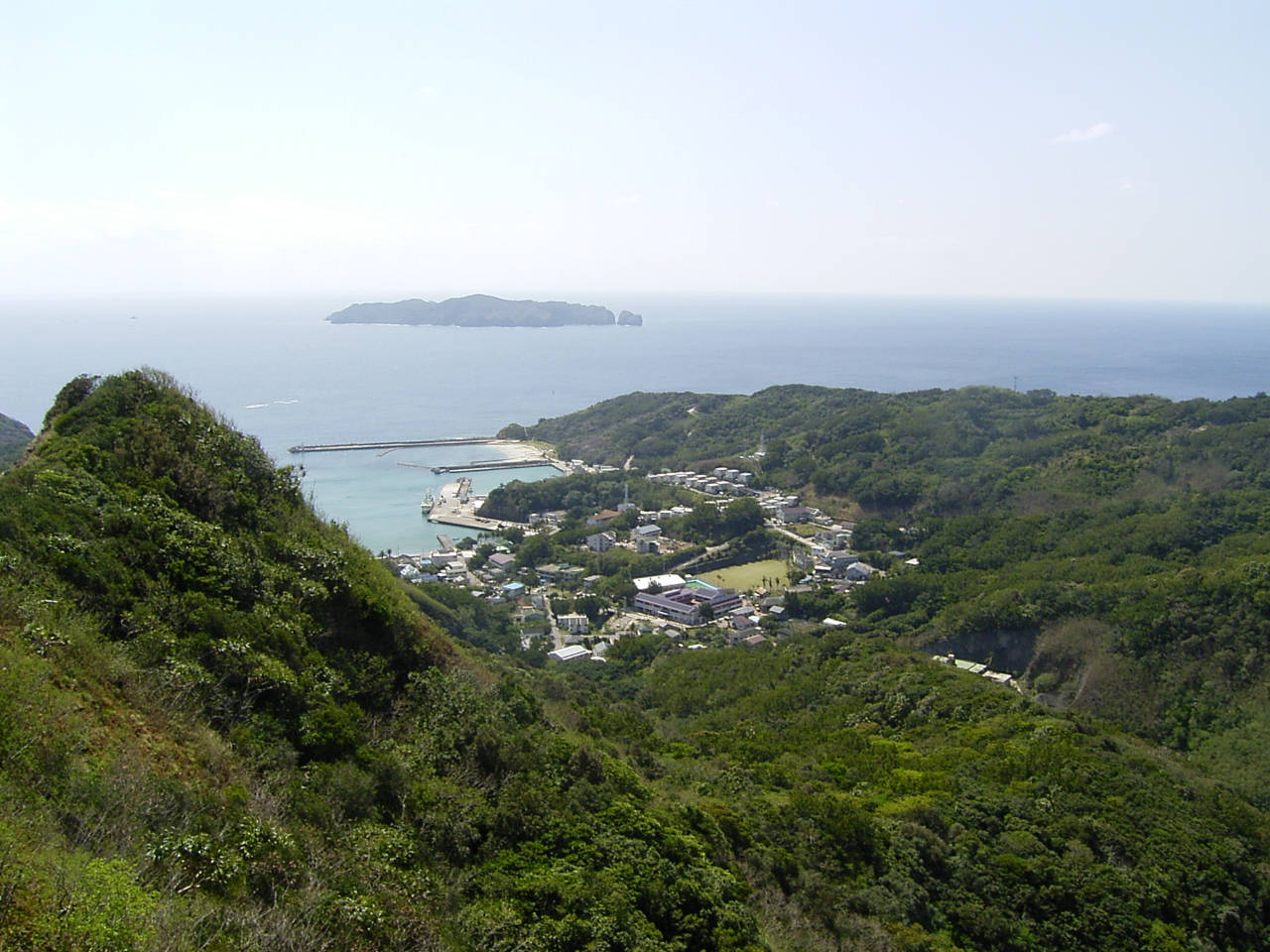
剣先山より沖村を望む

母島（ははじま）は、小笠原諸島の島。東京都小笠原村に属する。父島の南約50 kmにあり、周囲の姉島、妹島などの島とともに母島列島を形成する。小笠原村で一般住民が居住するのは父島とこの母島だけである。
島南部の沖村が唯一の集落であり、沖村にある沖港と父島二見港との間を、定期船が約2時間で連絡している。

## 地理

### 地勢
- 面積：19.88 km2（国土地理院令和元年全国都道府県市区町村別面積調（10月1日時点））[1]
- 人口：459人（住民基本台帳、平成31年4月1日時点）[1]
- 山：乳房山（標高463 m：母島の最高峰）[1]、小富士（標高86 ｍ：郷土富士）[2][3]、etc.

### 生物相
- 鳥類 - ハハジマメグロ
- 鯨類 クジラ（ザトウクジラやマッコウクジラなど）、イルカ（ミナミハンドウイルカやハシナガイルカなど）
- 翼手類 オガサワラオオコウモリ
- 植物 - ワダンノキ

外来種
- グリーンアノール
- アフリカマイマイ

### 気候
母島における気象庁の観測所（アメダス）は評議平地区の北緯26度38.1分 東経142度9.7分 / 北緯26.6350度 東経142.1617度、標高32メートルの地点に設置されており、2007年（平成19年）8月29日18時50分より観測を実施している。なお、以下の表ではテンプレートの仕様上年降水量・年間降水日数の平年値が表示されているが、気象庁のデータではこれらは「///」（欠測扱い）とされているので注意すること。
| 母島（2007年 - 2020年、準平年値）の気候              | 母島（2007年 - 2020年、準平年値）の気候 | 母島（2007年 - 2020年、準平年値）の気候 | 母島（2007年 - 2020年、準平年値）の気候 | 母島（2007年 - 2020年、準平年値）の気候 | 母島（2007年 - 2020年、準平年値）の気候 | 母島（2007年 - 2020年、準平年値）の気候 | 母島（2007年 - 2020年、準平年値）の気候 | 母島（2007年 - 2020年、準平年値）の気候 | 母島（2007年 - 2020年、準平年値）の気候 | 母島（2007年 - 2020年、準平年値）の気候 | 母島（2007年 - 2020年、準平年値）の気候 | 母島（2007年 - 2020年、準平年値）の気候 | 母島（2007年 - 2020年、準平年値）の気候 |
| 月                                                   | 1月                                     | 2月                                     | 3月                                     | 4月                                     | 5月                                     | 6月                                     | 7月                                     | 8月                                     | 9月                                     | 10月                                    | 11月                                    | 12月                                    | 年                                      |
| ---------------------------------------------------- | --------------------------------------- | --------------------------------------- | --------------------------------------- | --------------------------------------- | --------------------------------------- | --------------------------------------- | --------------------------------------- | --------------------------------------- | --------------------------------------- | --------------------------------------- | --------------------------------------- | --------------------------------------- | --------------------------------------- |
| 降水量 mm （inch）                                   | 60.2 (2.37)                             | 45.2 (1.78)                             | 58.0 (2.283)                            | 101.3 (3.988)                           | 165.6 (6.52)                            | 105.7 (4.161)                           | 72.3 (2.846)                            | 153.7 (6.051)                           | 160.7 (6.327)                           | 179.8 (7.079)                           | 145.8 (5.74)                            | 137.6 (5.417)                           | 1,385.9 (54.562)                        |
| 平均降水日数 （≥1.0 mm）                             | 7.8                                     | 6.2                                     | 6.9                                     | 9.0                                     | 10.8                                    | 7.5                                     | 7.5                                     | 11.1                                    | 11.4                                    | 12.4                                    | 10.6                                    | 11.0                                    | 112.2                                   |
| 出典：平年値（年・月ごとの値） 気象庁、2024年2月10日 |                                         |                                         |                                         |                                         |                                         |                                         |                                         |                                         |                                         |                                         |                                         |                                         |                                         |

## 歴史
- 1639年7月21日（寛永16年8月17日） - マティス・クワスト（英語版）が指揮する、オランダ東インド会社所属の「エンゲル号」(Engel) と「フラフト号」(Graft) が2つの無人島を発見する。それぞれエンゲル島、フラフト島と命名され、エンゲル島は母島、フラフト島は父島と比定される。なおこの艦隊の副官は、後にタスマニア島とニュージーランドへ最初に到達したヨーロッパ人となる、アベル・ヤンスゾーン・タスマンであった[4]。
- 1670年（寛文10年） - 長右衛門ら7人が乗る、紀伊国宮崎（現：和歌山県有田市宮崎）を出帆した船が嵐に遭い、2か月の漂流の後で母島へ到着し、50日間滞在した[5]。帰還した船員たちの証言から、江戸幕府は一帯の島々を「辰巳無人島」と名付けた[6]。
- 1675年 - 江戸幕府が調査のために探検船を派遣し、父島、母島に上陸[7]。
- 1823年（文政6年）9月 - イギリス・ブリストルの捕鯨船「トランジット号」(Transit) が母島に来航し、母島をフィッシャー島 (Fisher island)、沖港をコフィン港 (Port Coffin) と命名する。「トランジット号」は、記録に残る中では小笠原諸島に寄港した最初の捕鯨船である[8]。
- 1827年（文政10年）6月 - イギリス軍艦「ブロッサム号（英語版）」が父島に来航する。艦長フレデリック・ウィリアム・ビーチーは新島発見と思い違いし、父島をピール島 (Peel island)、二見湾をロイド港 (Port Lloyd)、母島をベイリー島 (Bailey island)と命名し、領有宣言を行った[9]。しかし、この領有宣言はイギリス政府から正式に承認されなかった[10]。
- 1857年（安政4年） - モットレー一家が母島（沖村）に居住する。
- 1866年（慶応2年） - フレデリック・ロース、母島（沖村）に居住。
- 1879年（明治12年） - 日本人6名が母島に定住。
- 1886年（明治19年） - 父島 - 母島の連絡船が就航。
- 1927年（昭和2年） - 昭和天皇が戦艦「山城」で父島・母島を行幸し、母島の御幸之浜で海洋生物の調査を行う。
- 1940年（昭和15年）4月1日 - 父島、母島、硫黄島に町村制が施行され、沖村、北村が設置される[11]。
- 1944年（昭和19年）7月 - 太平洋戦争の激化に伴い、住民が日本本土に強制疎開となり、以降20年以上実質上の無人島となる。
- 1945年（昭和20年）9月3日 - 降伏文書の調印が行われ、小笠原諸島の日本軍は米軍に降伏したため、小笠原諸島全域が事実上米海軍の軍政下に入る。
- 1952年（昭和27年） - 小笠原支庁が廃止される。
- 1968年（昭和43年）6月26日 - 小笠原諸島が日本に返還される。東京都小笠原支庁設置。小笠原諸島全域を領域とする小笠原村が設置。
- 1971年（昭和46年） - 父島 - 母島の公用連絡船が就航。
- 1972年（昭和47年）
  - 返還後のインフラ整備を経て、無人島となっていた母島への定住が始まる[12]。小笠原支庁母島出張所および小笠原村役場母島支所が設置。
  - 10月16日 - 母島を含む小笠原諸島を小笠原国立公園として国立公園に指定。
- 1973年（昭和48年）
  - 9月1日 - 小笠原村立母島小中学校が開校。
  - 小笠原村が母島に発電所を新設（翌年東京電力に移管）。
- 1974年（昭和49年） - 父島および母島の全域を都市計画区域に指定。小笠原復興計画（改定10箇年計画）が閣議決定。母島簡易郵便局が開局。
- 1976年（昭和51年）6月1日 - 伊豆諸島開発による父島 - 母島の定期連絡船が運航開始。
- 1989年（平成元年） - 小笠原諸島振興特別措置法が小笠原諸島振興開発特別措置法と改正。村政確立10周年。父島と母島から考古学調査始まる。
- 2013年（平成25年）3月31日 - 父島・母島に、NHKのラジオ第1、ラジオ第2、FM放送の3波の中継局が設置され[注釈 1]、小笠原での放送を開始する[13]。

## 産業
主要産業は農業、漁業、観光業。2019年（令和元年）の観光客数は6,023人。
小笠原ラム・リキュール株式会社が、国産のラム酒を製造している。
平塚製菓と折田農園が2013年に母島でのカカオ栽培に成功し、2015年にチョコレートを完成させた。2019年には500本を栽培する設備を整え、チョコレートを商品化している。

### 特産品
- パッションフルーツ
- ミニトマト
- カジキ
- ラム酒[15]

## 公共機関
- 東京都小笠原支庁母島出張所
- 小笠原村役場母島支所
  - 母島簡易郵便局
  - 母島観光協会
- 小笠原母島漁業協同組合
- 小笠原アイランズ農業協同組合（旧東京島しょ農業協同組合）母島支店
- 小笠原村母島診療所
- 警視庁小笠原警察署母島駐在所
- 小笠原村立母島小中学校

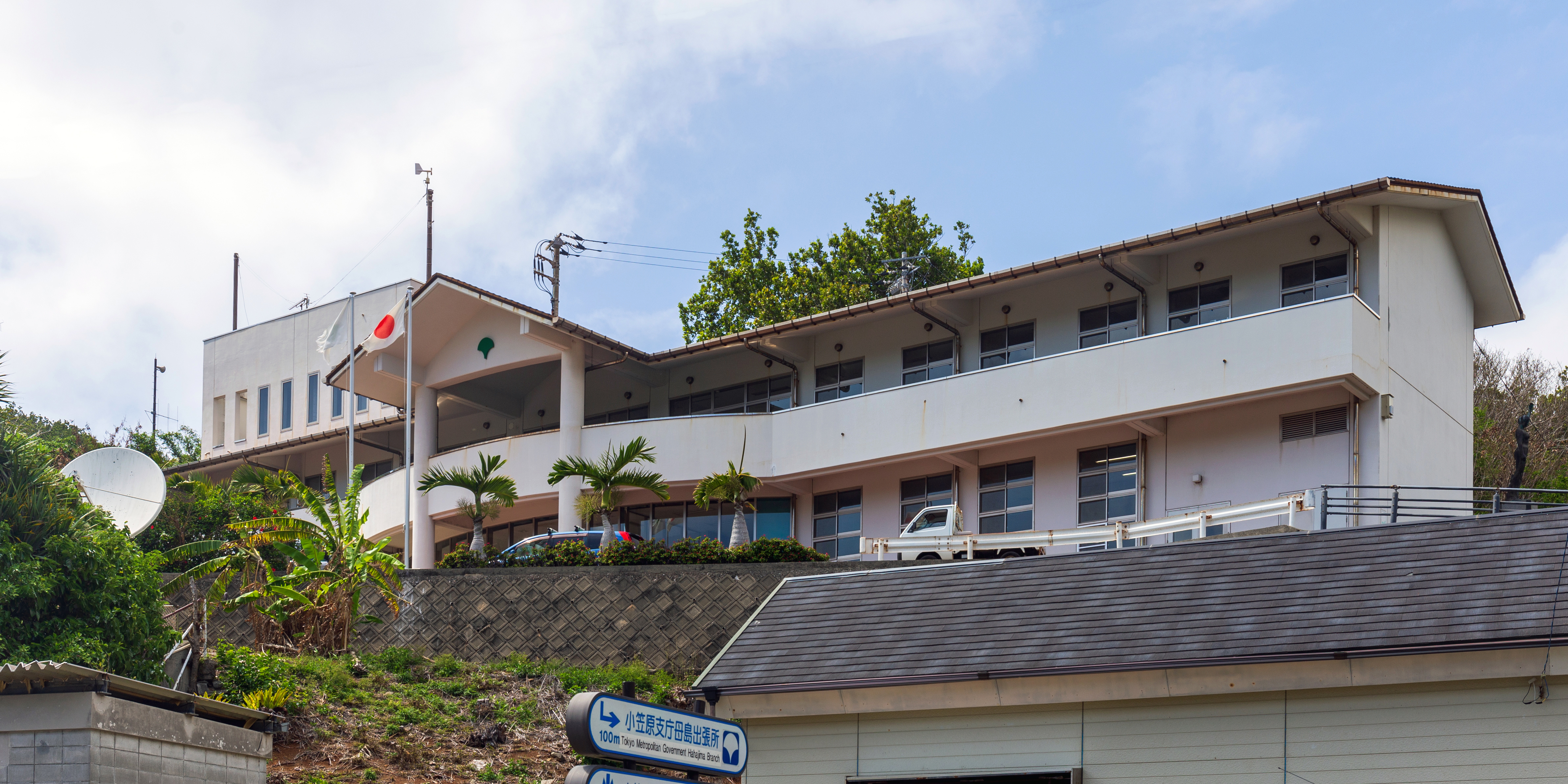
小笠原支庁母島出張所
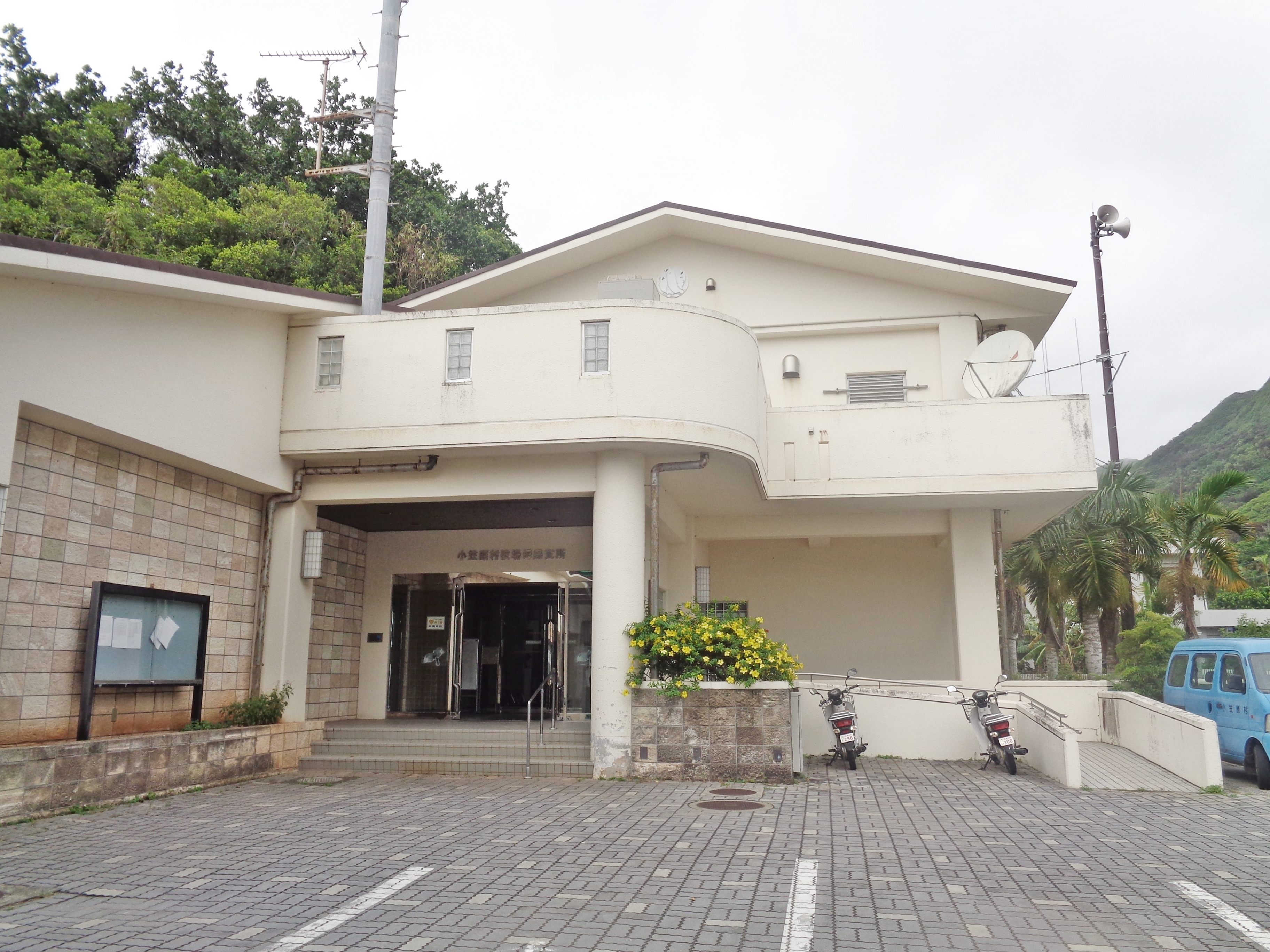
小笠原村役場母島支所
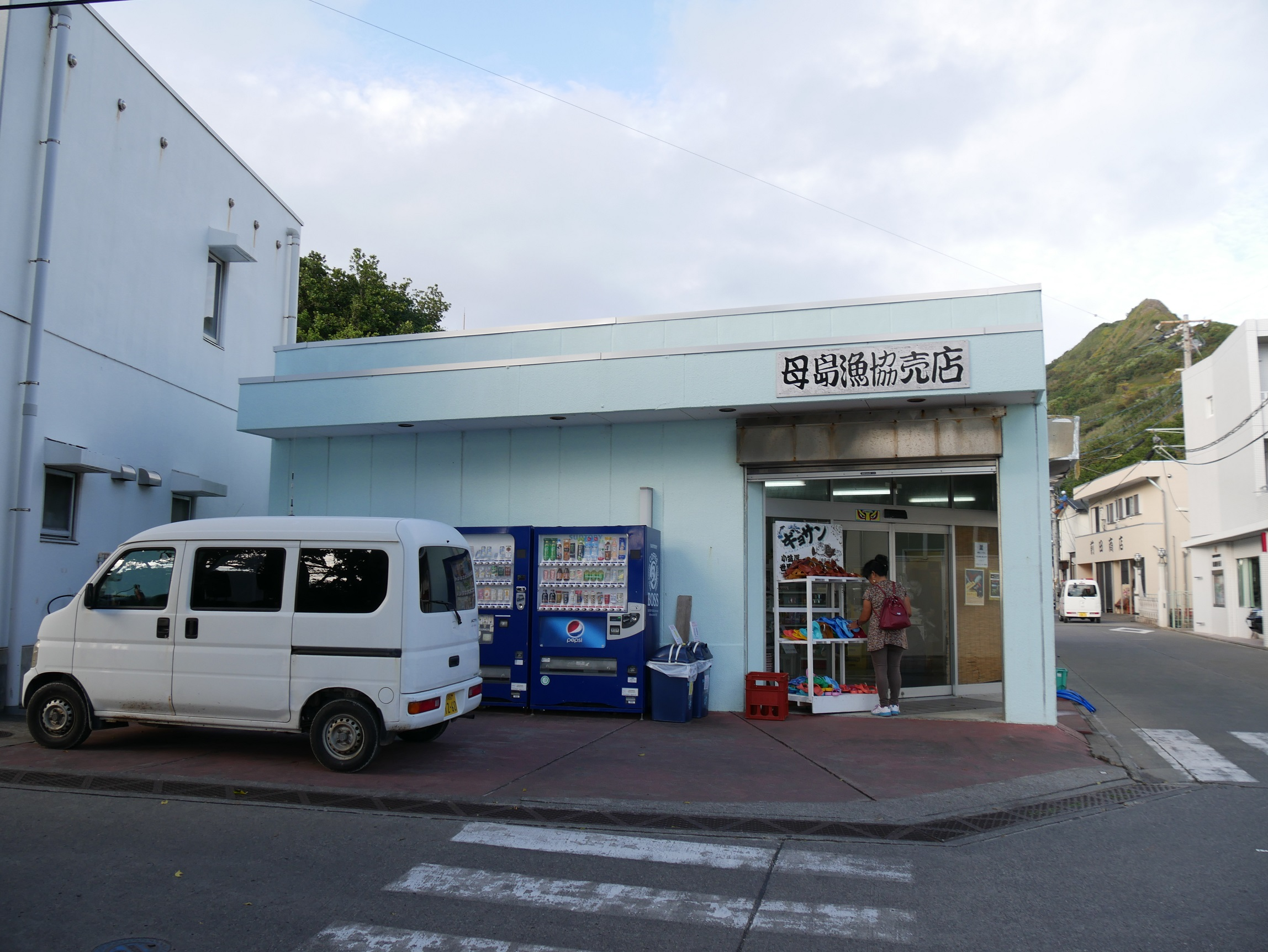
小笠原母島漁協売店
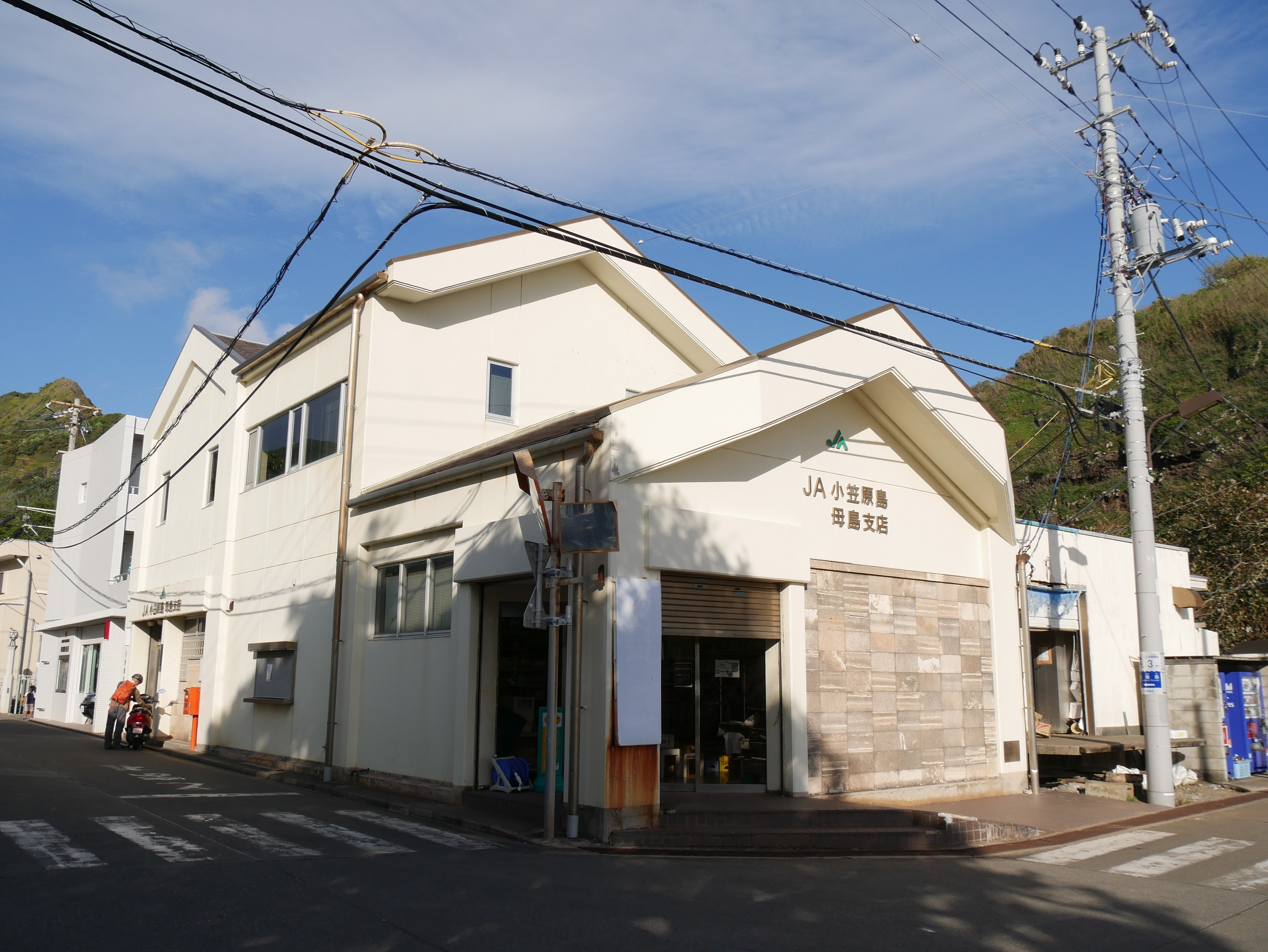
小笠原アイランズ農協母島売店
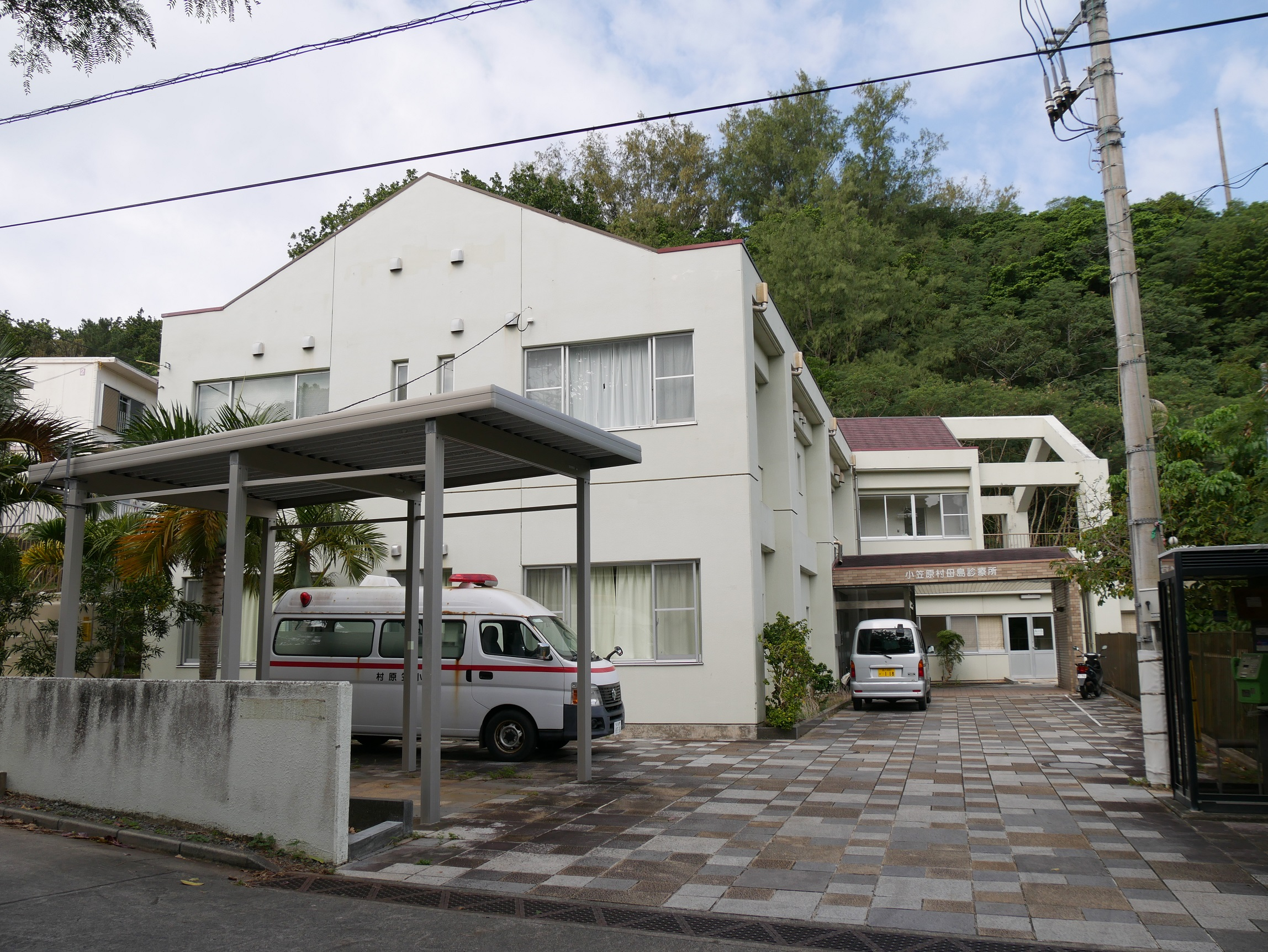
母島診療所
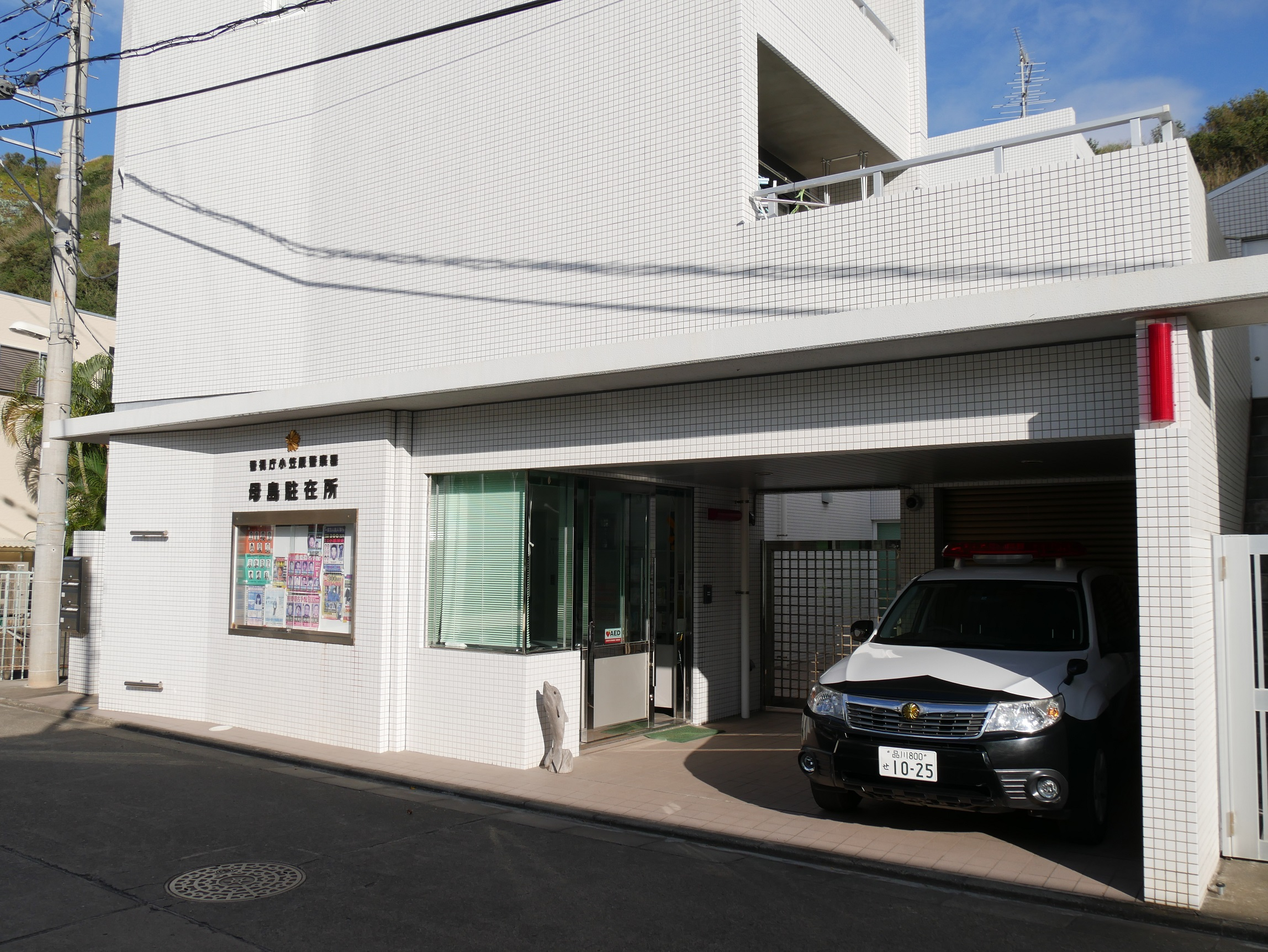
母島駐在所
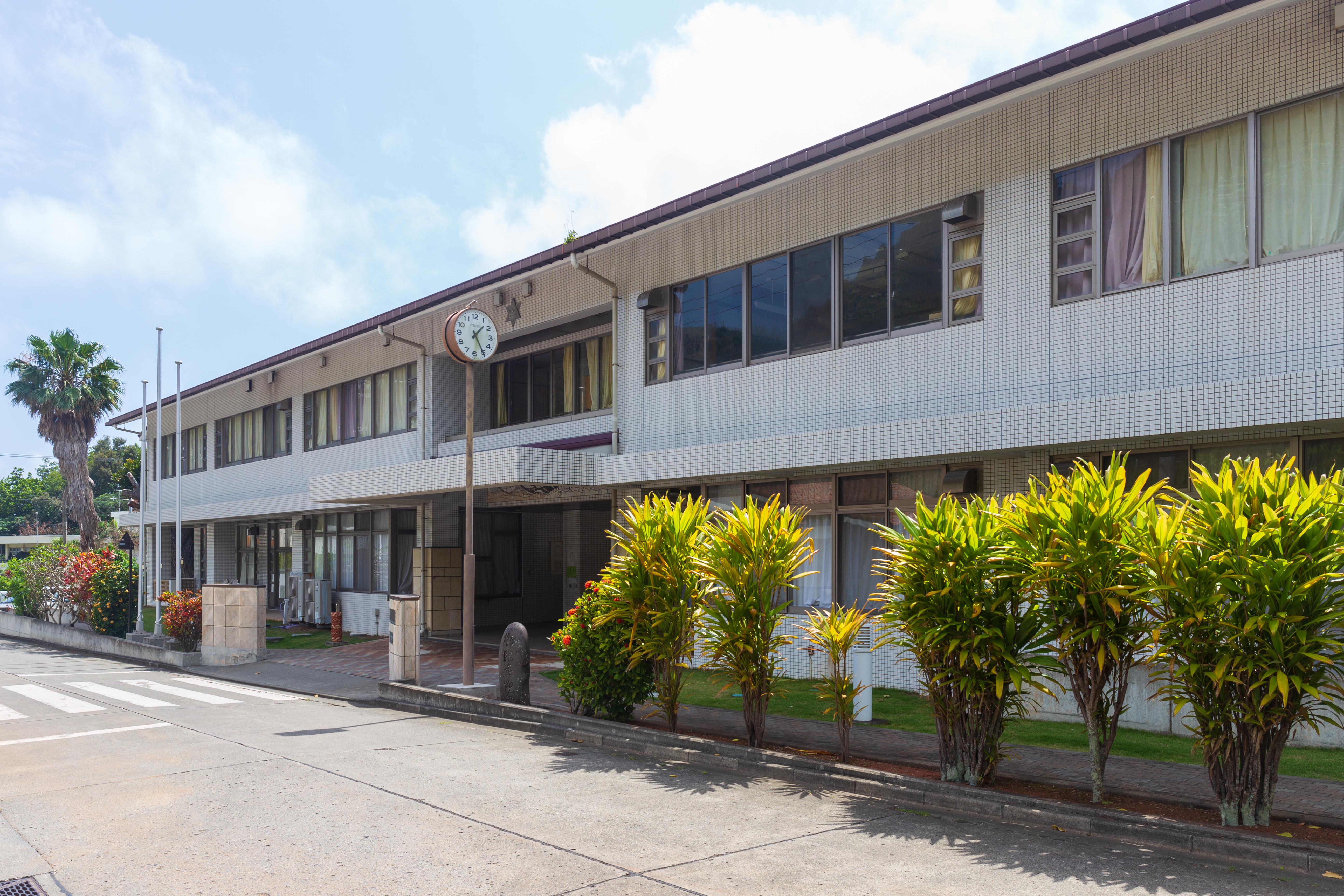
母島小中学校

## 交通

### 島外

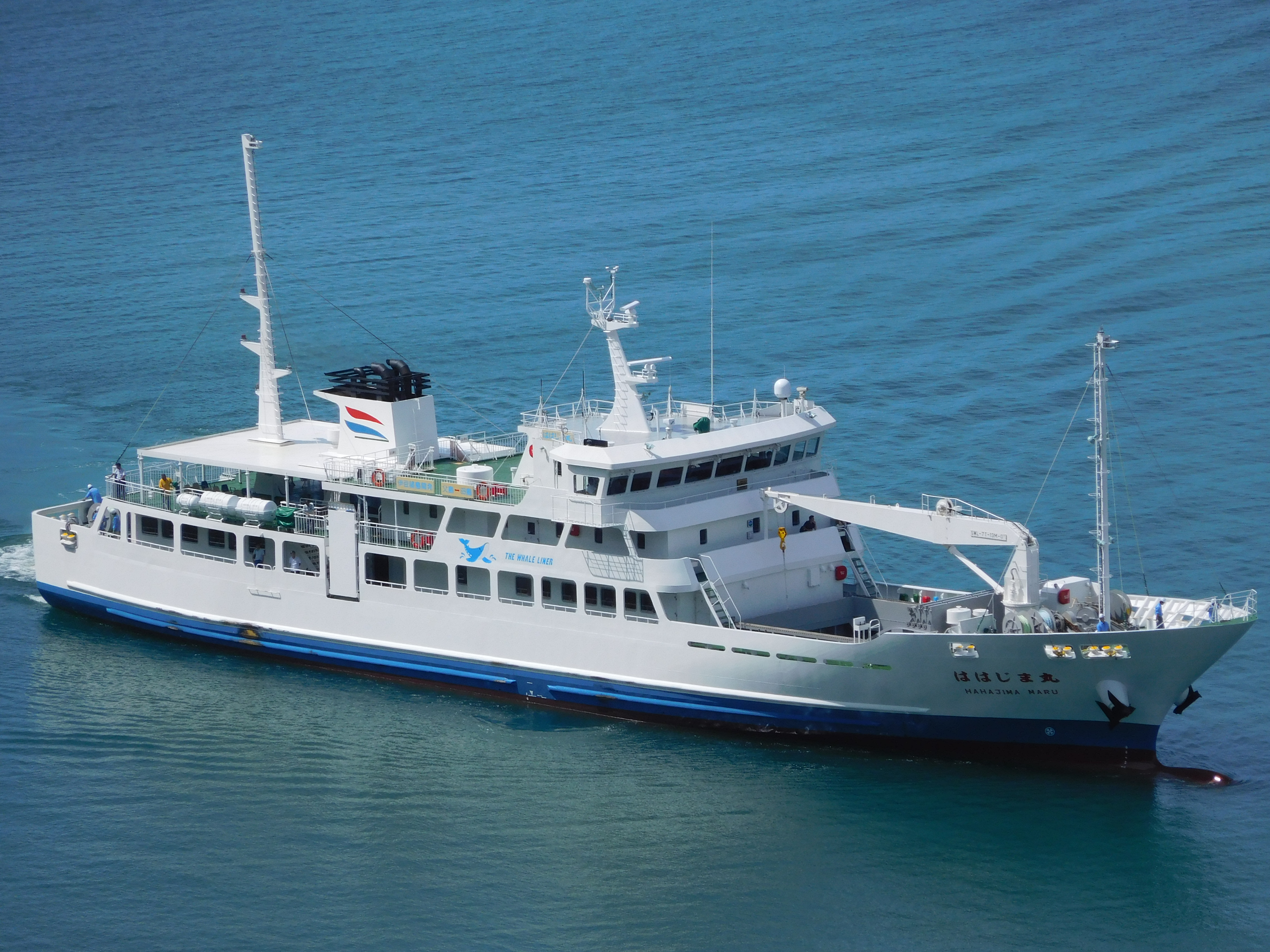
ははじま丸（母島沖港）

父島からしかアクセス方法がない二次離島であり、東京港発の「おがさわら丸」から父島で「ははじま丸」に乗り換える。他に貨物船「共勝丸」が、東京港月島ふ頭 - 父島二見港 - 母島沖港間に就航している。
- 母島・沖港 - 父島・二見港
  - 伊豆諸島開発「ははじま丸」（ドック入り中はくろしお丸が代替）

### 島内
- 都道 - 都道241号線（最南端の都道）が、島内を南北に縦貫する。
- 公共交通 - 島内には公共交通機関（バス・タクシー）はないが、自家用車を利用した「有償運送」（白ナンバーだが運輸局に許可を得た営利目的の送迎サービス）を利用できる。レンタカーは1社、レンタルバイクは2社受付がある。

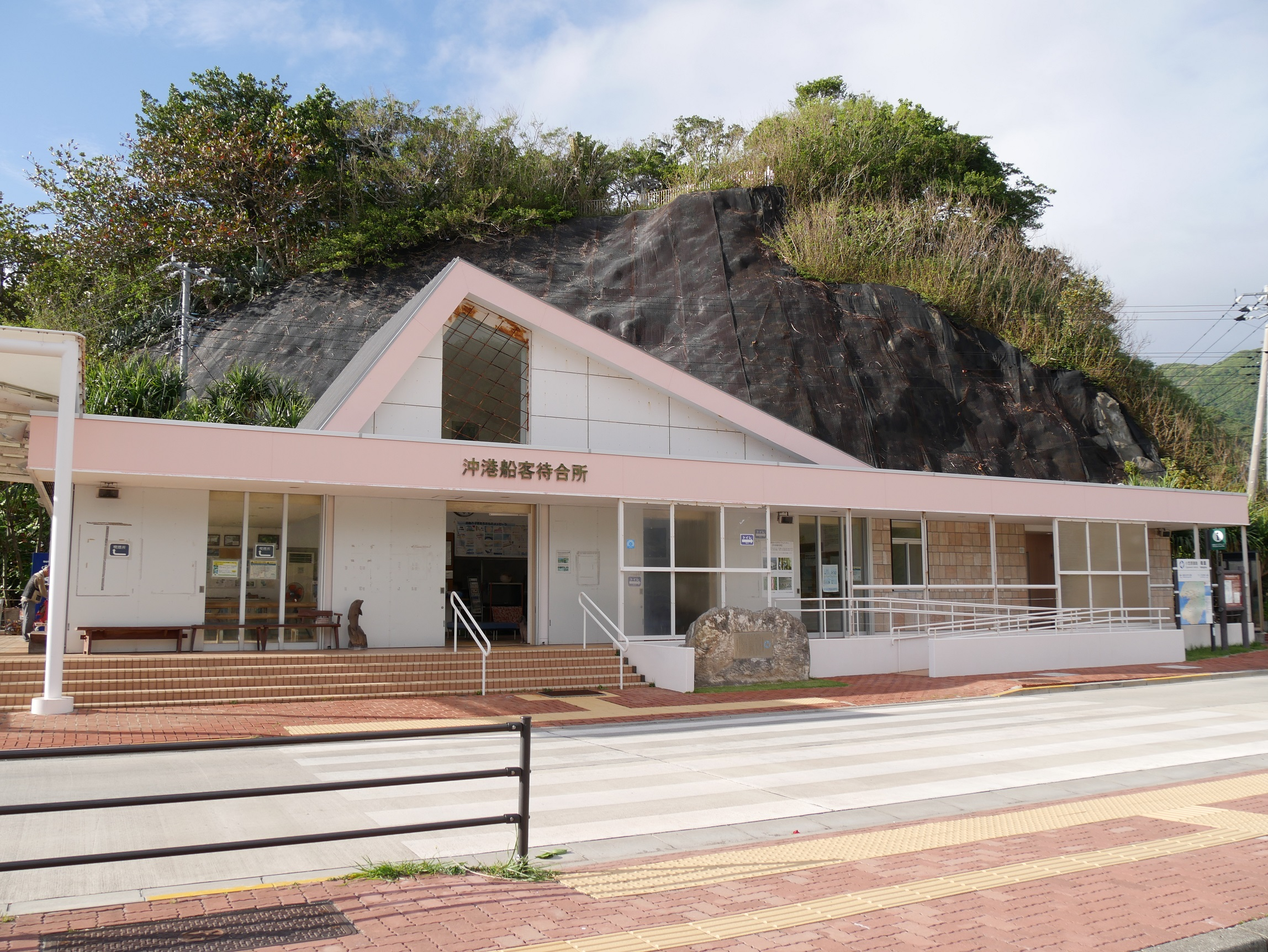
沖港船客待合所
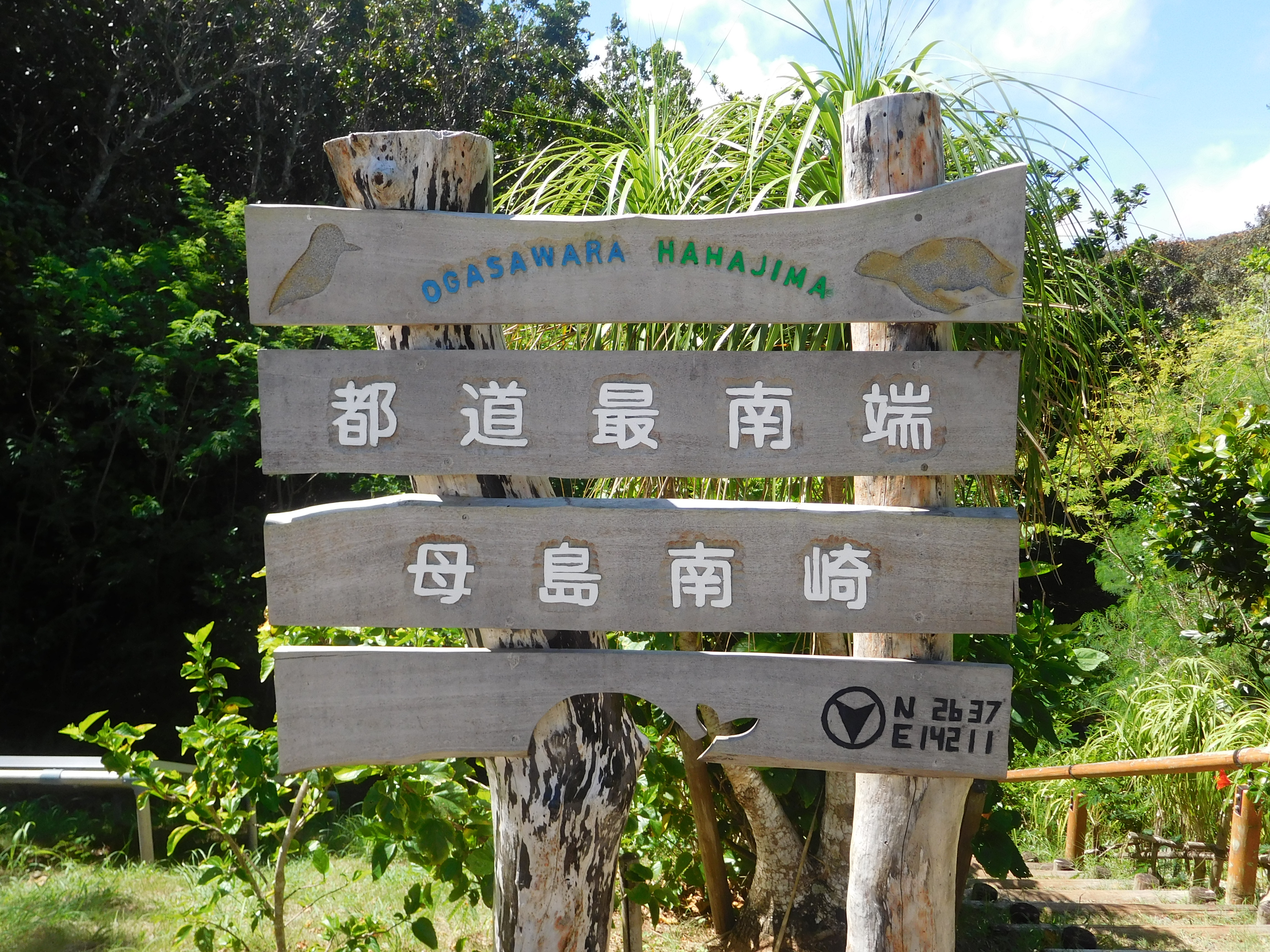
都道最南端の看板
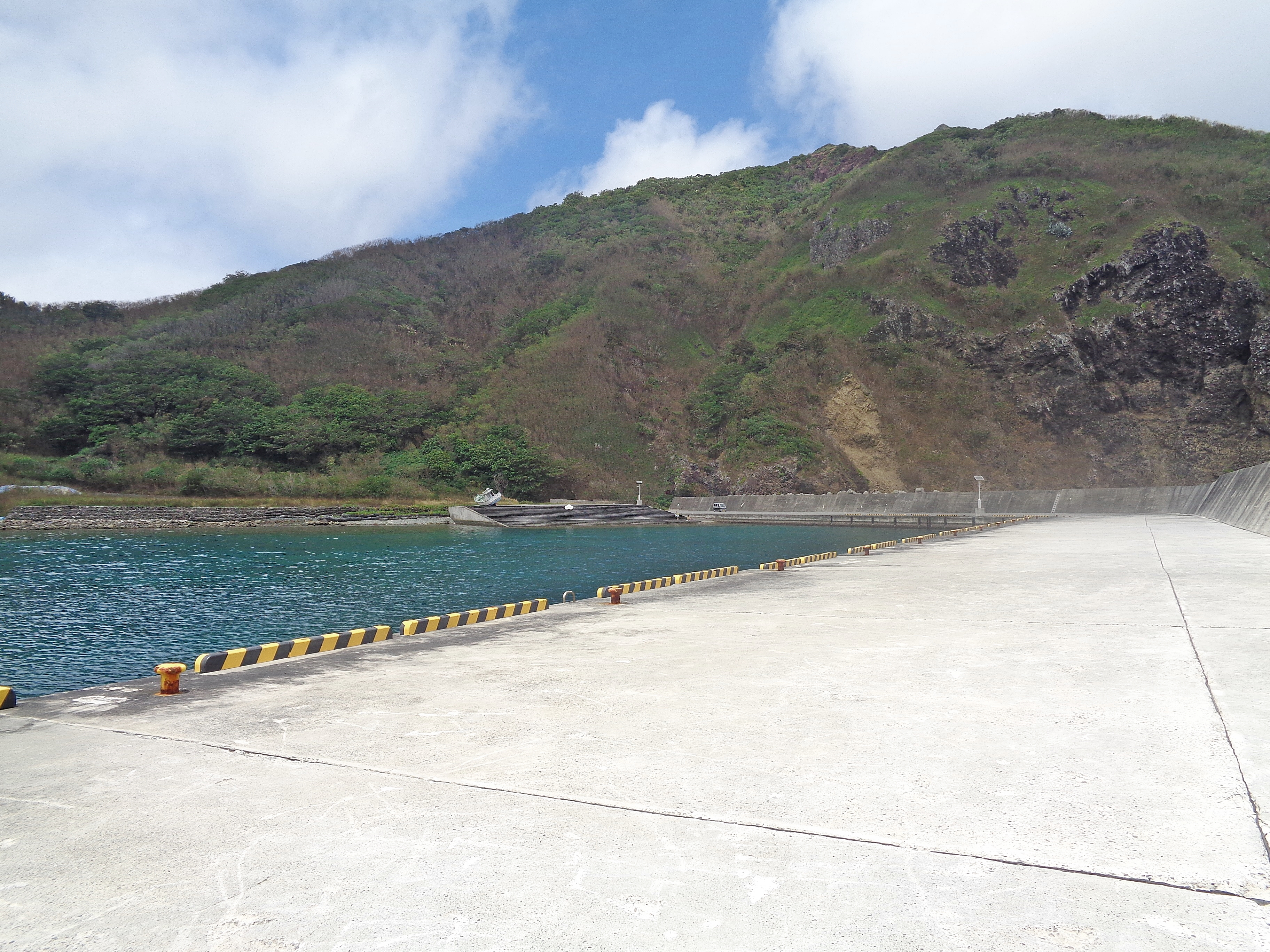
母島漁港（第4種漁港）

## 名所・旧跡・観光スポット
- 北港
- 大沢海岸
- 北村小学校跡
- 東港
- 東港探照灯下砲台
- 六本指地蔵/探照灯基地跡
- 猪熊谷
- 猪熊湾
- 堺ヶ岳
- 石門
- 桑ノ木山
- 新夕日ケ丘
- 静沢の森遊歩道
- 乳房山
- 小剣先山
- 月ヶ岡神社
- ロース記念館
- 脇浜なぎさ公園
- 鮫ヶ崎展望台
- 前浜・石次郎海岸
- 船木山の滝遊歩道
- 旧ヘリポート
- 御幸之浜
- 南京浜
- 万年青浜
- 蓬莱根
- ワイビーチ
- 南崎
- 小富士（郷土富士）[20]

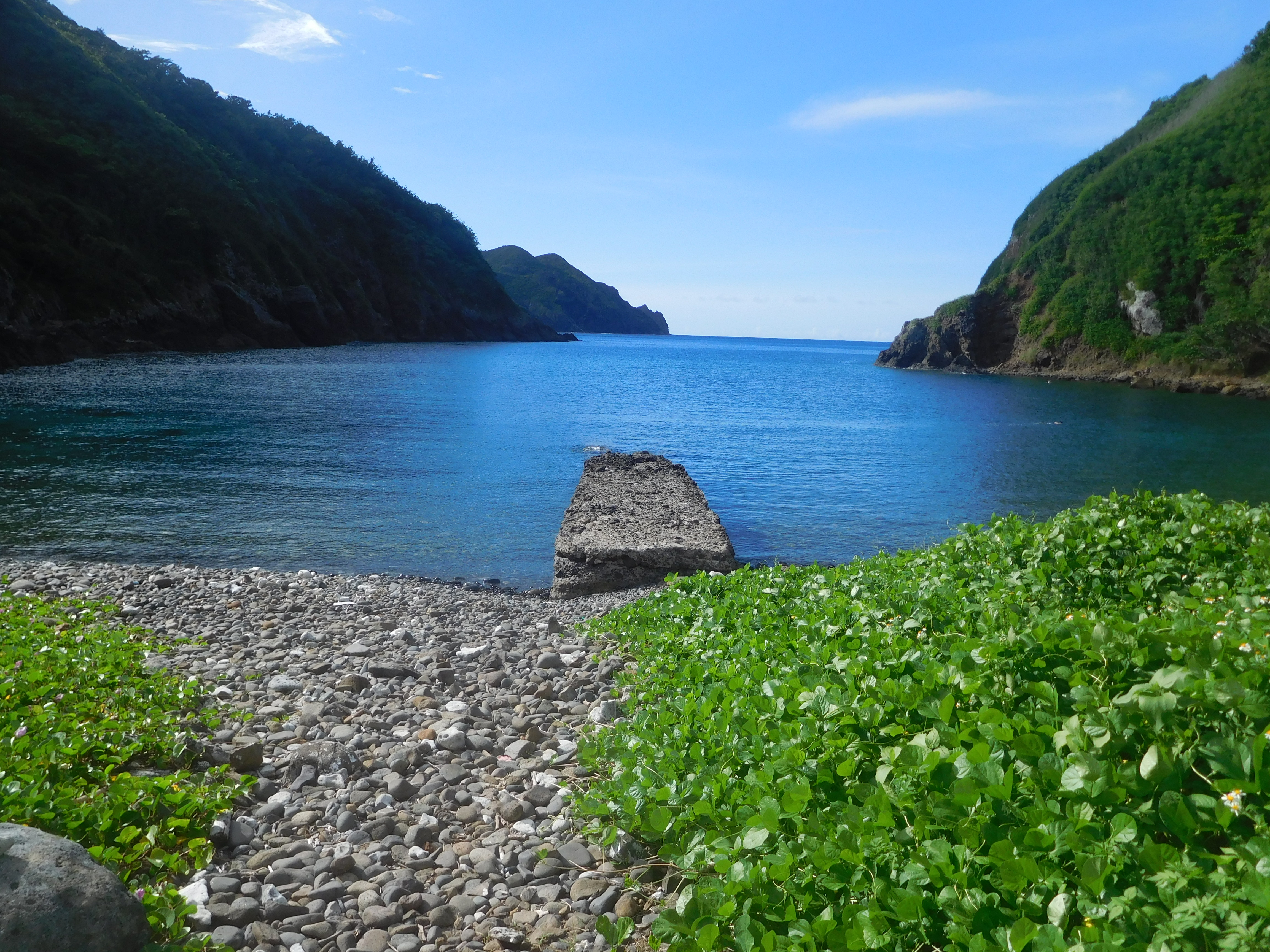
北港 港としては使われていないが痛んだ桟橋が残る
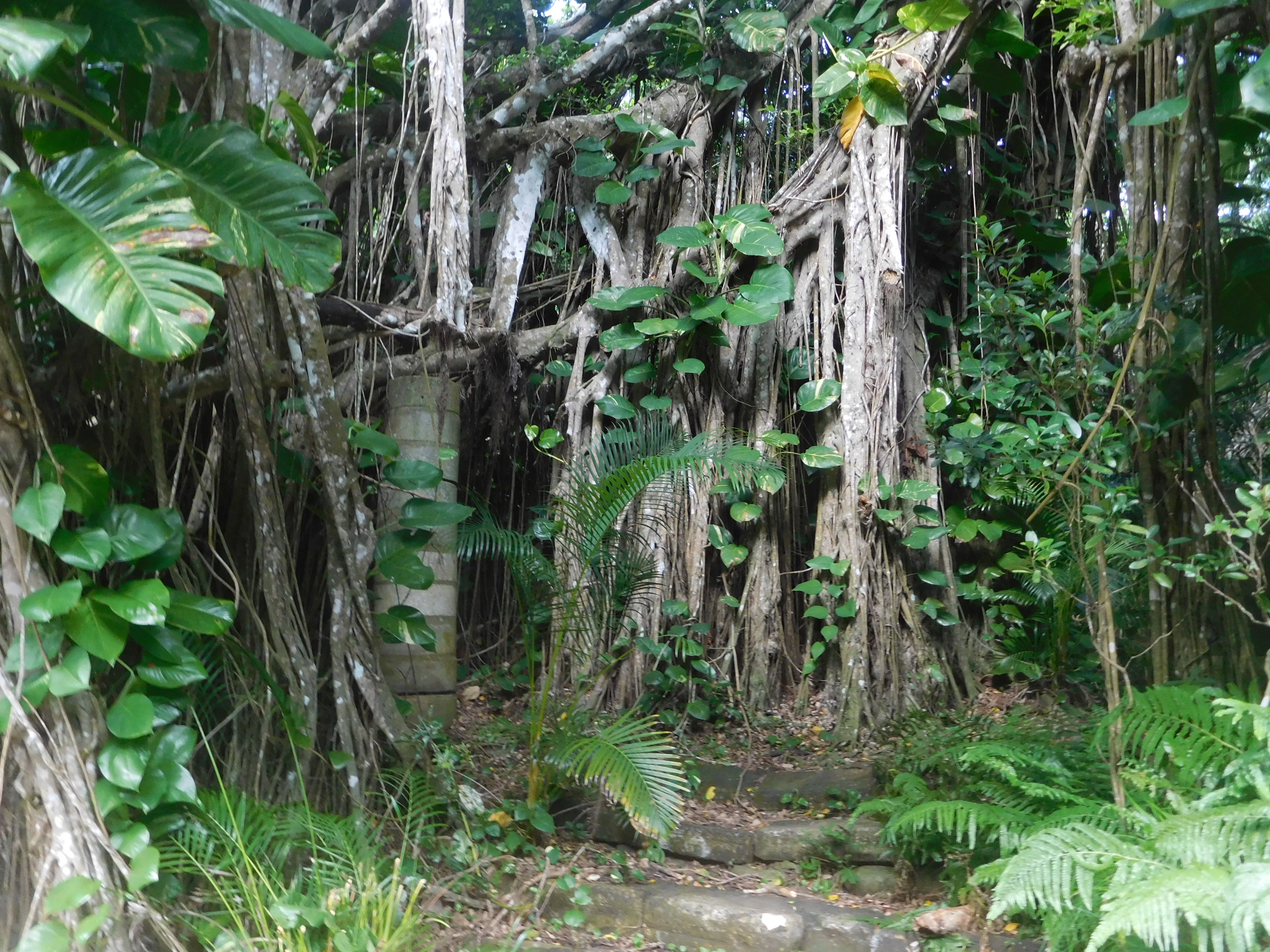
北村小学校跡地
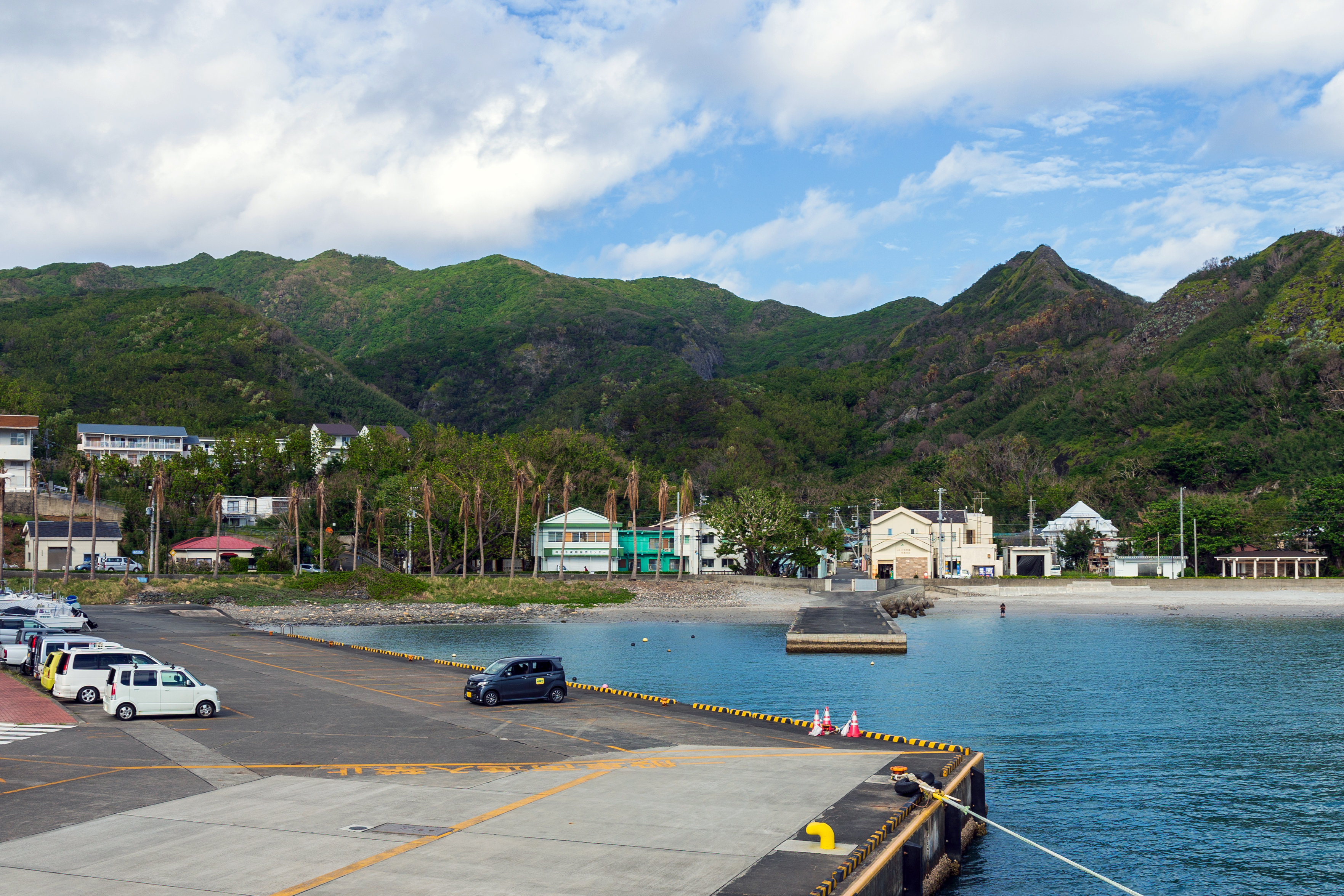
乳房山と剣先山
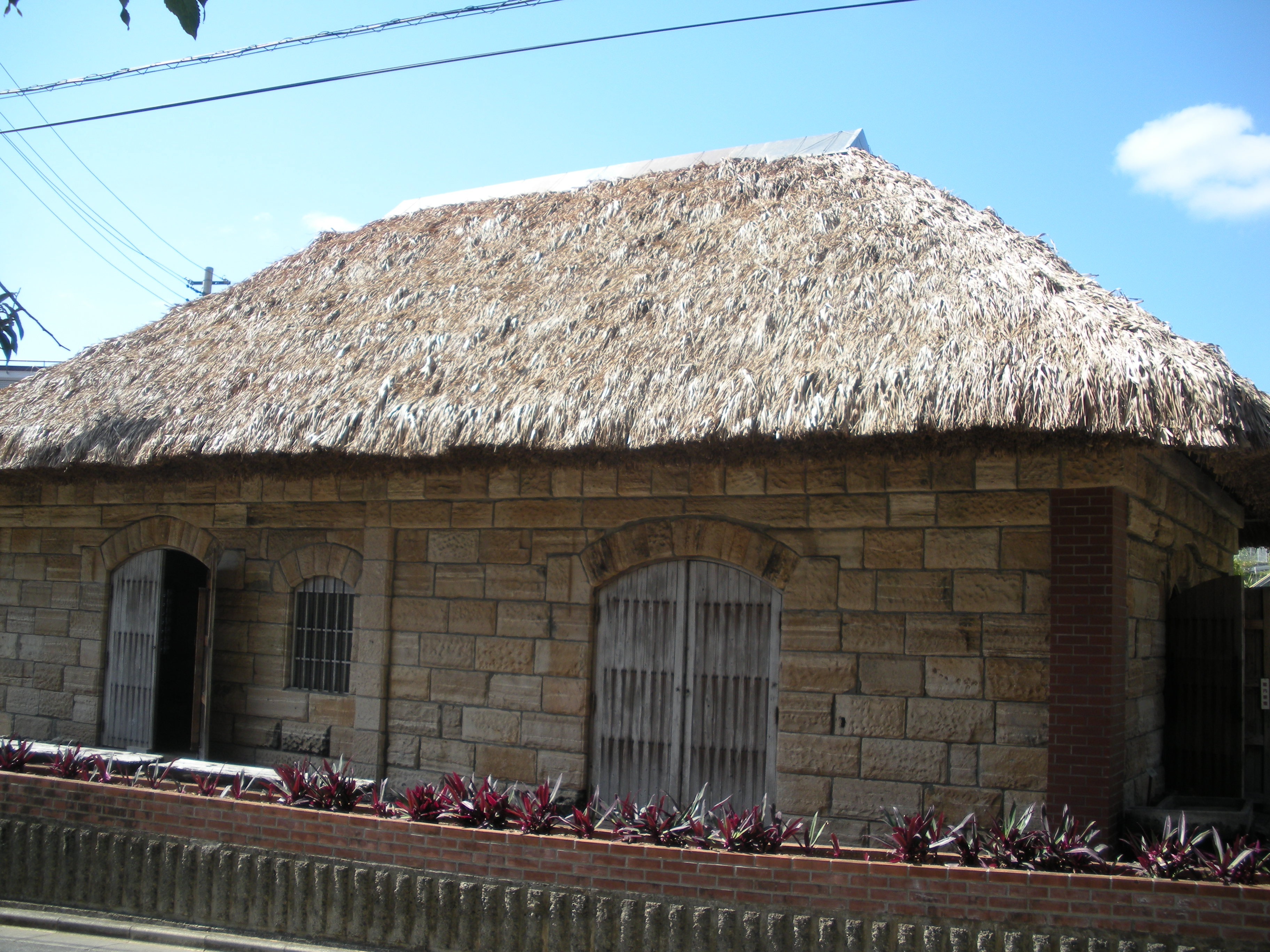
ロース記念館
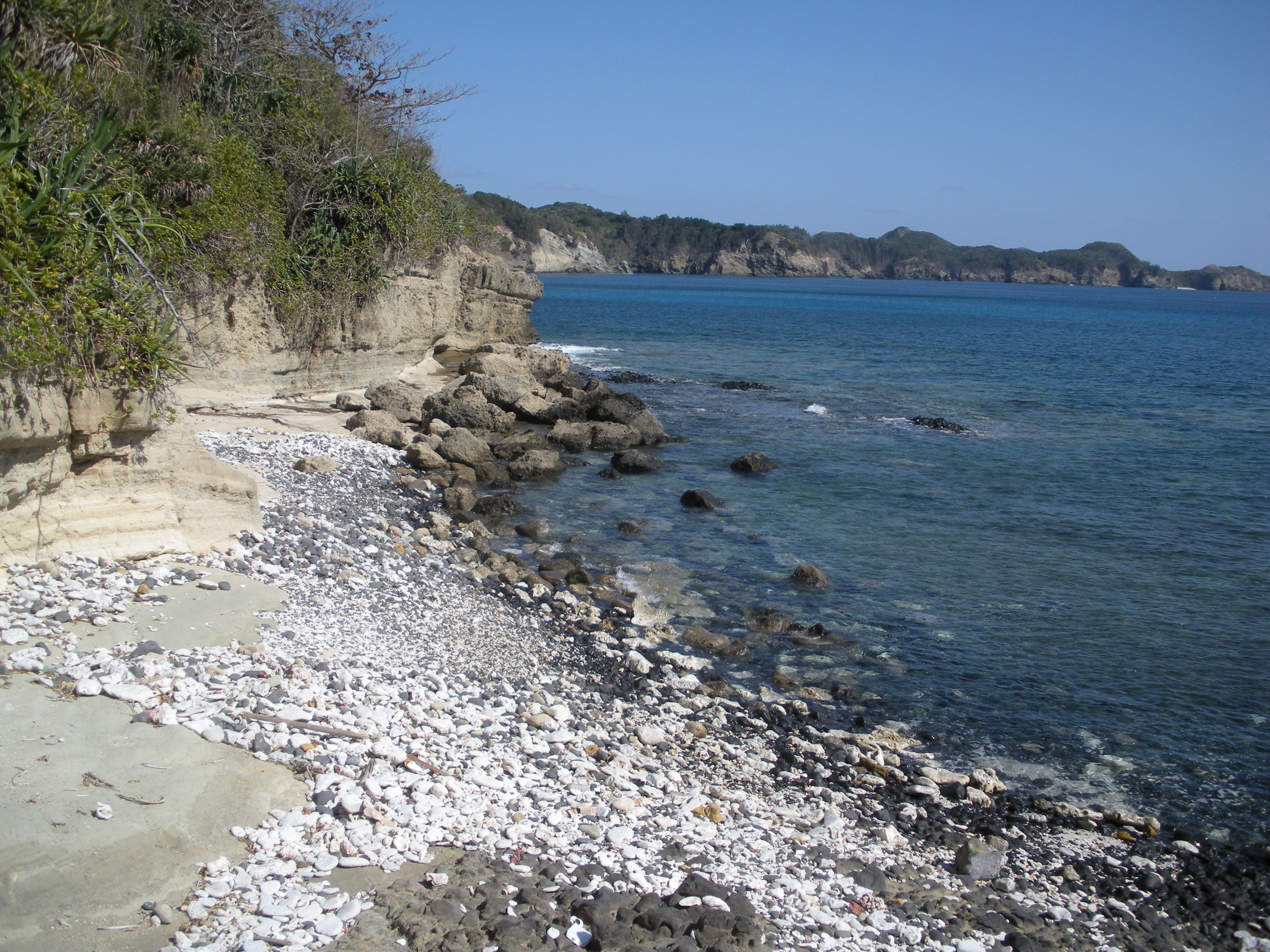
御幸之浜
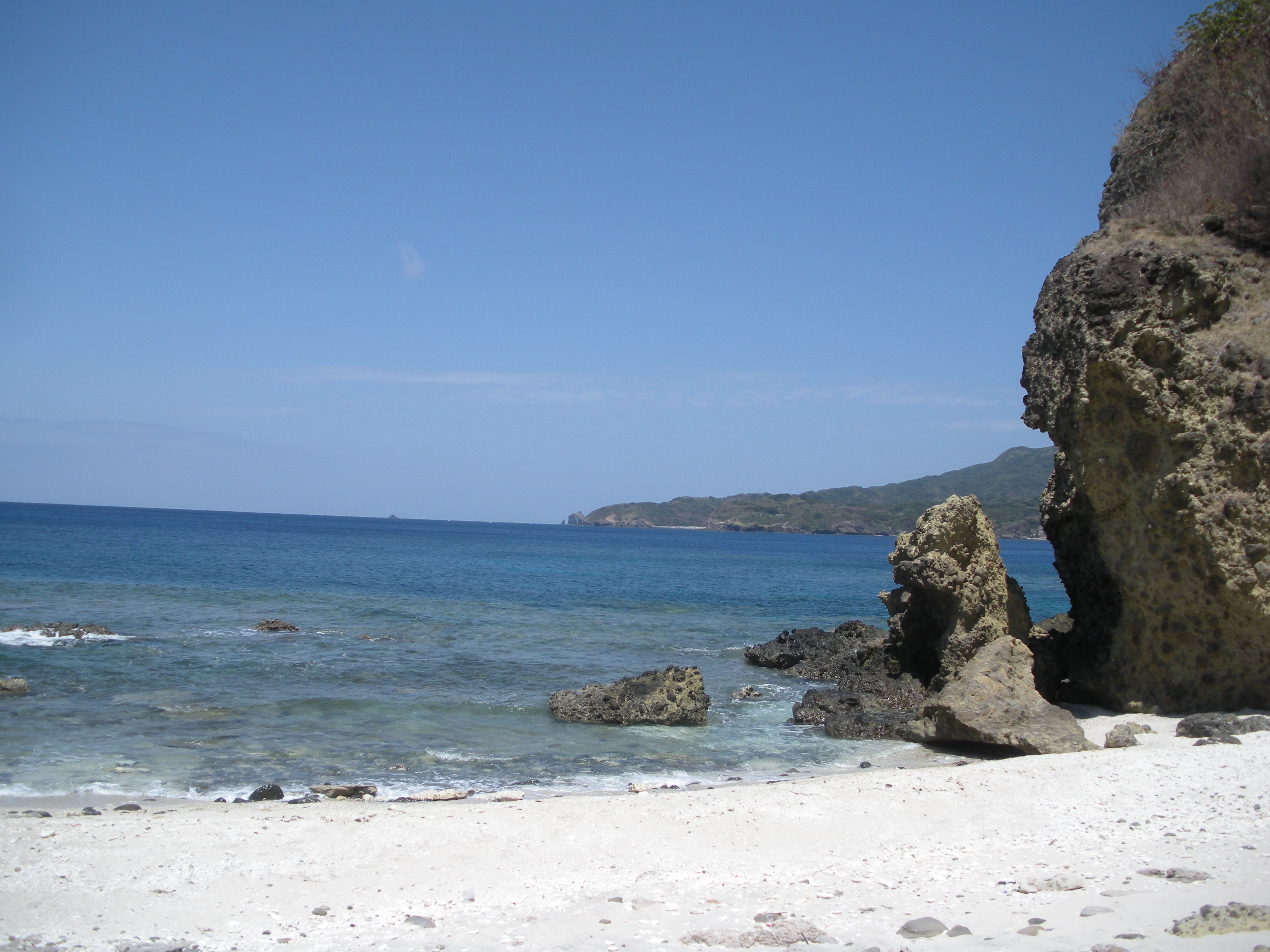
ワイビーチ
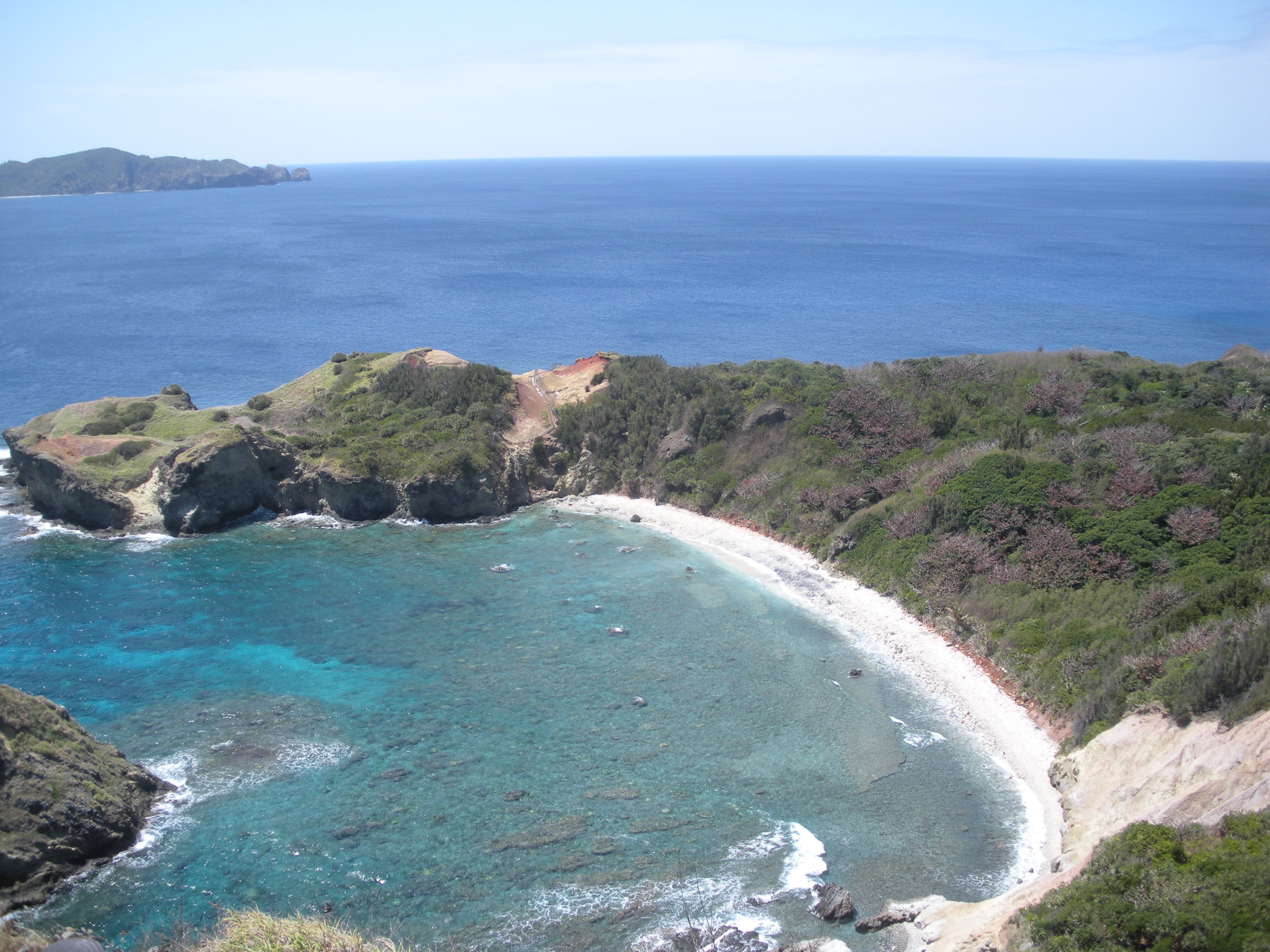
南崎
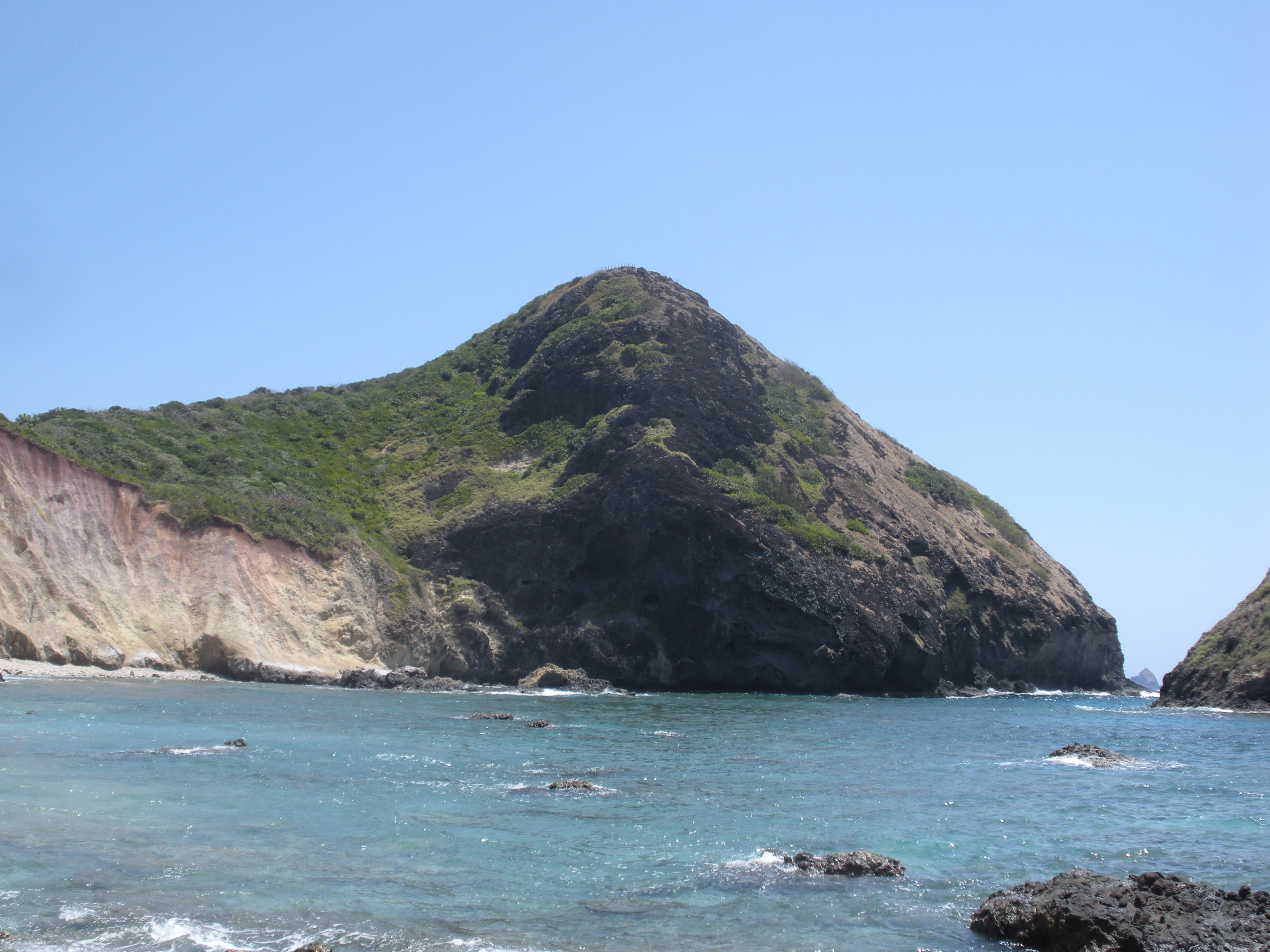
小富士
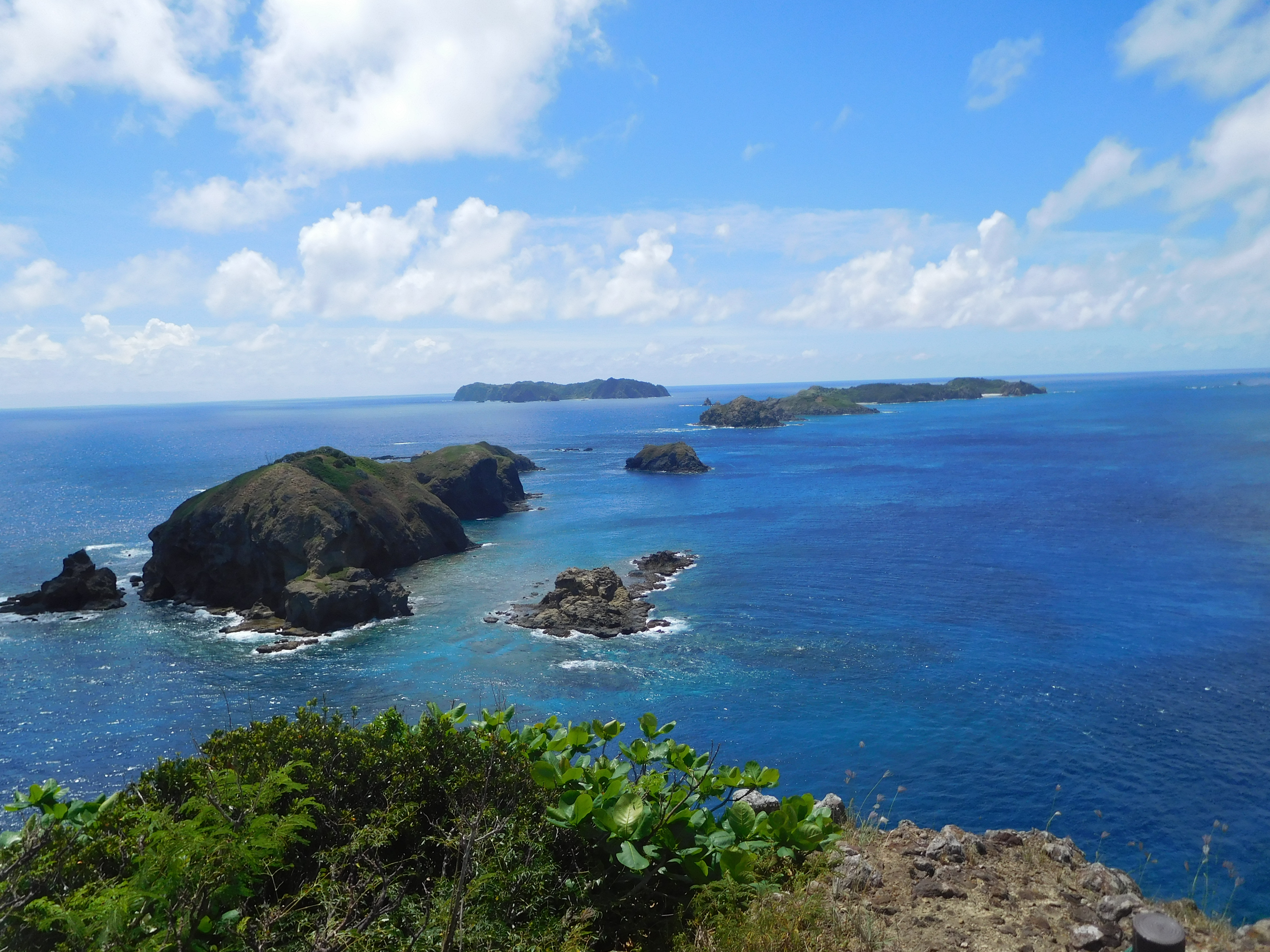
小富士から望む鰹鳥島や平島など

## 宗教施設
- 月ヶ岡神社 - 祭神は母島の氏神[21]
- 母島御嶽神社[22]